# 宮尾和孝
宮尾 和孝（みやお かずたか、1978年 - ）は日本のイラストレーター。東京都文京区出身。

## 経歴
中学1年生の時、友人の河野丈洋により美術部に入部させられる。結局3ヶ月で退部するが、絵を描くきっかけの1つとなる。20歳位まではアパレル関係の職業を目指していたが、河野の所属するGOING UNDER GROUNDに出会い、主にCDのジャケットイラストの仕事を中心に活動するようになる。2003年には個展『クラッチヒッター』を大阪にて開催する。
その後はブックカバーのイラストも多く手がけるようになる。特に中村航の刊行書籍の大半の装画を担当しており、盟友と呼ばれるほどである。あさのあつこの『THE MANZAI』や角川書店のアンソロジー『きみが見つける物語』は、シリーズを通して装画を担当し続けている。

## 人物
- 浦和レッズのサポーターである。
- 好きな食べ物は和菓子、ビール。
- 好きなゲームはウイニングイレブン。
- 猫を2匹飼っている。
- 原辰徳のファンである。

## 主な作品リスト

### CDジャケット
- GOING UNDER GROUND
  - アロー
  - グラフティー
  - センチメント・エキスプレス
  - かよわきエナジー
  - ミラージュ
  - ランブル
  - ホーム
  - ダイアリー
  - GOING UNDER GROUND（アルバム、新装盤）
  - トワイライト
  - ハートビート（アルバム）
  - ハートビート（シングル）
  - BEST OF GOING UNDER GROUND with YOU
  - さかさまワールド
  - おやすみモンスター
  - ひとりぼっちになる日のために
- Suisai Console
  - 水彩の少女へ

### 本
- 中村航
  - リレキショ
  - 夏休み
  - 30分で行くよ（挿絵）
  - ぐるぐるまわるすべり台
  - 100回泣くこと
  - 絶対、最強の恋のうた
  - あなたがここにいて欲しい
  - 星空放送局
  - 僕の好きな人が、よく眠れますように
  - オニロック
  - 星に願いを、月に祈りを
  - 恋するスイッチ
  - あのとき始まったことのすべて
  - トリガール
  - さよなら、手をつなごう
  - 星に願いを、月に祈りを
  - 奇跡（文庫版）
  - デビクロくんの恋と魔法（映画MIRACLE デビクロくんの恋と魔法原作）
  - 小森谷くんが決めたこと
  - ボクは小説が書けない（著者：中村 航 中田永一）
  - デビクロ通信200
  - 世界中の青空をあつめて
  - 年下のセンセイ
- 松樹剛史
  - ジョッキー
  - スポーツドクター
  - GO-ONE
  - エアエイジ
- 笹生陽子
  - ぼくらのサイテーの夏
  - きのう、火星に行った。
- 水原佐保
  - 青春俳句講座　初桜
- あさのあつこ
  - THE MANZAI (小説)
  - The MANZAI 2
  - The MANZAI 3
  - The MANZAI 4
  - The MANZAI 5
  - The MANZAI 6
  - ぼくらの心霊スポット
  - なによりも大切なこと
  - 金色の野辺に唄う (小学館文庫)
  - チームFについて
- 花形みつる
  - ラブ&ランキング!―イケテナイ♀とオレサマ♂の無敵な恋
- 中学生のためのショート・ストーリーズ 8 
  - 栗山英樹が選ぶ「アスリートたちの世界集」
- 山本幸久
  - コミック・サバイバル（雑誌「papyrus」にて掲載中作品への挿絵）
- 吉野万理子
  - チームふたり
  - チームあした
  - チームひとり
  - チームあかり
  - チームつばさ
  - チームみらい
  - 劇団6年2組
  - チーム！上
  - チーム！中
  - チーム！下
  - ひみつの校庭
- 羽田圭介
  - 不思議の国の男子 (河出文庫)
  - 走ル
- きみが見つける物語シリーズ (角川文庫) 
  - きみが見つける物語 ティーンエイジ・レボリューション
  - きみが見つける物語 十代のための新名作 恋愛編
  - きみが見つける物語 十代のための新名作 スクール編
  - きみが見つける物語 十代のための新名作 友情編
  - きみが見つける物語 十代のための新名作 放課後編
  - きみが見つける物語 十代のための新名作 休日編
  - きみが見つける物語 十代のための新名作 こわ〜い話
  - きみが見つける物語 十代のための新名作 切ない話編
  - きみが見つける物語 十代のための新名作 運命の出会い編
  - きみが見つける物語 十代のための新名作 不思議な話編
  - きみが見つける物語 十代のための新名作 オトナの話編
- YA心の友だちシリーズ
  - 「赤毛のアン」が教えてくれた大切なこと（著／茂木健一郎）
  - 「やる気スイッチ」が入る! 30のヒント（著／やる気スイッチグループ代表 松田正男）
  - 「中学生に贈りたい心の詩40」　（著／水内 喜久雄）
  - アナウンサーになろう！愛される話し方入門（著／堤江 実）
  - ぼくが見た太平洋戦争（著／宗田 理）
  - 十代に送りたい心の名短歌100（著／田中 章義）
  - 歴史を味方にしよう（著／童門 冬二）
  - 口ぐせひとつでキミは変わる（著／佐藤 富雄）
  - 中学時代がハッピーになる30のこと（著／中谷彰宏）
  - 大人になる前に身につけてほしいこと（著／坂東眞理子）
  - YA! あなたはあなたのままでいい（著／宇佐美百合子）
  - 挫折と挑戦（著／中竹竜二）
  - 受験生すぐにできる50のこと（著／中谷彰宏）
- 井上林子
  - 3人のパパとぼくたちの夏
- 村山しいこ
  - 10月のおはなし　ハロウィンの犬
- 開隆人
  - ジャンピンライブ!!!オンザストリート
- 石田衣良
  - 明日のマーチ
- 山本純士
  - プレイボール　ぼくらの野球チームをつくれ!
  - プレイボール2　ぼくらの野球チームを守れ！
  - プレイボール3　ぼくらのチーム、大ピンチ！
- 片川優子
  - 動物学科　空手道部卒業　高田トモ！
- 安田夏菜
  - あしたも、さんかく　毎日が落語日和
- 佐和みずえ
  - パオズになったおひなさま
- 乗松葉子
  - お昼の放送の時間です (ポプラ物語館)
- 令丈ヒロ子
  - パンプキン! 模擬原爆の夏
- 東多江子
  - ちょっとだけ弟だった幸太のこと (ホップステップキッズ!)
- 宇佐美牧子
  - 合い言葉はかぶとむし (ポプラ物語館)
- 川西蘭
  - セカンドウインド3
- 加藤千恵
  - 卒業するわたしたち
- 楠章子
  - ゆうたとおつきみ
- 西川つかさ
  - ひまわりのかっちゃん (講談社青い鳥文庫)
- 乙武洋匡
  - だいじょうぶ3組 (講談社青い鳥文庫)
- 熊谷千世子
  - クルーの空 (文研じゅべにーる)
- 関口尚
  - ムーン・ショット (MF文庫ダ・ヴィンチ)
- キャロル・ガイトナー
  - さよなら、ママ（訳：藤崎 順子）
- オムニバス
  - 名作よんでよんで　はじめての伝記15話（学研）
  - 名作よんでよんで　心にのこる日本のどうわ 15話（学研）
  - きょうも上天気 SF短編傑作選 (角川文庫)
  - 初恋アニヴァーサリー (講談社青い鳥文庫スペシャル短編集)

### その他
- GOING UNDER GROUND関連
  - ファンクラブ会報表紙
  - アルバム『TUTTI』予約先着特典ポストカード